# Número negativo

+ positivo - negativo

Na matemática, define-se como número negativo todo número real menor que zero, como o −1, o −2 e o −3. Dois números são chamados de simétricos ou opostos quando estão à mesma distância do zero, como o −6 e o 6. Na Física o termo também serve para dar nome às cargas existentes em partículas eletricamente carregadas. A atribuição de carga negativa ao elétron e positiva ao próton é totalmente arbitrária, e tem razões históricas.

## História
A primeira referência histórica a números negativos ocorre num livro chinês, mas que pode conter material ainda mais antigo. Neste livro, contadores vermelhos foram usados para representar números positivos, e pretos para números negativos. Curiosamente, este sistema é o oposto da representação atual de números negativos em sistemas bancários, contabilidade e comércio, em que números negativos (dívidas) são representados em vermelho.
O uso de números negativos era conhecido na Índia, e seu papel nos problemas matemáticos que tratavam de dívidas era compreendido. Regras consistentes e corretas para seu uso foram formuladas A difusão destes conceitos por intermediários árabes levaram-no para a Europa